# 法正
法正（176年—220年），字孝直。東漢司隸右扶風郿（今陕西眉县）人，三國時蜀漢重臣；深有謀略，定軍山之戰策劃襲殺夏侯淵。劉備在世時，惟獨法正有諡號，死後追諡為翼侯。與曹魏謀士程昱和郭嘉一樣有性格缺陷（程昱太剛直易得罪人、郭嘉行為不檢、法正則是睚眥必報），但同樣善策奇謀，故陳壽譽其可比二人。

## 生平

### 懷才不遇
法正出生于176年，他的祖父法真為當代名士。其家族為戰國時代田齊君主齊襄王田法章的後人。
建安初年，天下饥荒，法正与同郡孟达一同入蜀依附刘璋，多年後法正升為新都令，后召署军议校尉。但法正不受劉璋重用，又為其州邑僑客之人所诽谤，非常不得志。
益州别驾张松与法正相為友善，深覺劉璋不足以有所作為，常暗自歎息，無法施展才能。

### 暫思經算
建安十三年（208年），张松於荊州出使見曹操归来，勸說劉璋與曹操斷絕關係，而與劉備交好結盟。劉璋問：「誰可以作為使者？」張松乃舉薦法正，原本法正辭讓不願前往，因張松再三舉薦才前往。法正出使回來後，向張松說劉备有雄才大略，是值得效命的英主，於是兩人秘密達成奉戴劉備的共識，期望有朝一日能迎劉備入川蜀。
建安十六年（211年），劉璋聽聞曹操有滅漢中張魯之意而常懷畏懼之心，張松乘機勸劉璋應當恭迎邀請劉備入川蜀，讓劉備分擔抵禦張魯的責任，劉璋再次派遣法正為正使，與孟達為副使，率領四千人受命前往荊州。法正表面宣告來意，暗地里向劉備献策：「以將軍之命世英才，乘劉璋之懦弱无能；張松，益州裡的股肱人才，以为内应；然後以益州之殷富，凭天府之險阻，以此来成大业，易如反掌。」诸葛亮的三分天下之计须取荆州和益州二地，法正、张松倒戈实乃天赐良机。劉備聽從了法正的計策，領兵沿長江逆流而上，西進與劉璋相會於涪城。
建安十七年（212年），隨後劉備率軍北上葭萌，接著又率軍掉頭南返進攻劉璋。刘璋的部下谋士郑度向劉璋點出劉備軍糧草不足的問題以坚壁清野之策拖垮劉備，並进谏：「劉備領孤軍遠道而來進攻，百姓尚未向歸附劉備，全靠臨時徵集民間的糧草，軍隊嚴重缺乏物資輜重。對付他們最好的計策是把巴西、梓潼兩地的百姓全部驅趕遷往至涪水以西，把兩地農田裡、糧倉裡的糧草全部燒毀，我軍沿河岸修築城防深挖濠溝，鎮靜地等待他們的到來。他們來後，向我們挑戰，我們堅守不出，時間久了他們就會出現糧草供給不上的問題，不出百日，必定自行撤退。劉備軍一旦撤退，我軍進攻追擊，這樣即可生擒劉備。」劉備聽到消息後憂慮甚為忿恨，詢問法正如何應對。法正說：「劉璋不會採用鄭度的計策，不用擔心。」結果如法正所言，劉璋答：「我只聽說抗擊敵人保護百姓，從未聽說遷徙百姓來躲避敵人。」而拒絕鄭度這條計策，並將郑度免職。
建安十八年（213年），劉備進攻到雒城，派人召荊州兵馬諸葛亮、張飛、趙雲、劉封等人入蜀支援，法正去信給劉璋說：「法正我禀性缺乏才智，現在您與左將軍友好結盟受到損害，我擔心您身旁的人不明事情的來龍去脈，必定會把所有過錯都歸咎到我一人身上，使我終生蒙受恥辱，也使您連帶受辱，故而失身流落在外，不敢回去複命。怕您厭惡我的言語聲音，所以這期間也不敢向您寫信致意。回想起往日您對我的恩情，我常常翹首西望，心中極為悲傷惆悵；然而我考慮還是把事情的前因後果說清楚以披露自己的心跡。從事情的初始直到最終，我絕沒有隱瞞任何真情，有言不盡意表白不清之處，是我愚笨拙劣，誠意沒能將您打動，以致造成今天這種局面。現在國事危急，大禍臨頭，雖然我流落在外，張口就會增加您對我的怨恨，我覺得還是應該把心中要說的話說出來，以剖明自己的忠心。
將軍你的本心，我法正是了解的，實際是謹慎小心不願得罪左將軍，而最終還是引起矛盾，是因為您身邊的人不明白英雄處世從事的道理，以為可以違背信義誓約，憑著意氣辦事。他們長期以來，追求順耳悅目，阿諛奉承趨炎附勢，皆因他們缺乏遠慮不為國家作長遠打算。事變發生以後，他們又不能估量雙方勢力的強弱形勢，以為左將軍孤軍遠道而入，缺乏糧草儲備，故想以多擊少，曠日相持。而左將軍自白水關到此，所過郡縣全被攻破，將軍您所有的關口、營寨，日益孤立衰落。雒城雖有兵馬上萬，但都是敗陣之卒、破軍之將，如果打算憑此軍隊爭一時戰鬥的勝利，那麼兵將勢力確實不相當；打算長期相持來消耗左將軍的糧草也行不通，因為左將軍的營地已扎守堅固，糧草已有了積囤，而將軍您的地盤日益漸少，百姓日益困窮，敵對力量越來越多，軍需供應又被遠遠隔開。以臣愚見，真正糧草先竭、無法堅持長久的卻是將軍。照目前兩邊情況相持下去，將軍實難維持。現在張益德率領數万之眾，已平定巴東，進入犍為境界，並分兵平定江陽、德陽，安漢三路向前挺進，您如何抵擋得住？原來替將軍謀劃的人，肯定說左將軍是孤軍遠來而缺乏糧草，運送不及，而且兵少無援。如今荊州入蜀的道路已被開通，左將軍的軍隊比原來增強幾十倍，還有孫權將軍已派遣他的弟弟及李異、甘寧等領兵做後援。比較主客雙方的形勢變化，如果您想憑土地廣大來取勝，而今對方已完全佔領了巴東，廣漢、犍為也大半被攻占，巴西又非將軍所有了。計算起來益州所能憑依的只有蜀郡，而蜀郡已經不復完整，川蜀土地已三分失二，官吏百姓已疲憊不堪，每十戶人家就有八戶企圖起來作亂。如果敵軍離得遠則百姓忍受不了長久的勞役，敵軍進逼近則他們就會投降反叛。廣漢各郡縣就是明證。
此外魚腹（今重慶市永安鎮奉節縣）與白水關（今廣元市青川縣營盤鄉五里埡），一是東沿水路長江取魚腹（奉節）可入蜀，二是北從陸路取（關頭）白水關亦可入蜀。因而守住魚腹、關頭是福，失掉魚腹、關頭必然有禍。實在是決定益州禍福成敗的門戶，如今兩道門戶已被打開，堅固的城池皆被攻破，各路軍隊都被擊敗，能戰的兵將已損失殆盡，而敵軍幾路進擊，已攻入益州的心腹之地，而您僅能困守成都、雒城二地，誰存誰亡的局勢，昭然可見。這只是大致情形，比較明顯易見，至於其餘曲折隱伏的因素，就難以用文字表述清楚了。像我法正這種下愚之人，尚且明白如此局面再難扭轉，何況將軍您身旁聰明多智的謀士，豈能不明白事情的必然後果？他們靠暫時的苟且僥倖，乞求容身，獻媚邀寵，不作長久打算，不肯盡心獻上良策。如果事情危急大勢已去，他們將各自謀生逃命，保全自家門戶，調身轉背，就會作出與現在完全不同的打算，絕不會為將軍您盡忠死節，反過來您的家口還會受到他們帶來的憂患。我法正雖已蒙受不忠的誹謗，但捫心自問我並未有負于您的恩德，顧念我們之間的君臣名分義務，我實在為將軍疾首痛心。左將軍為了國家的根本利益而舉兵前來，對您的舊情依在，並無敵意，我竊以為您可以根據事情的變化而改變策略，以便保全自己的家族。」

### 沽名釣譽
建安十九年（214年），刘备军包围成都，蜀郡太守许靖欲棄城逃亡。事情敗露並未成功。劉璋因成都即將陷落，故沒有處決許靖。劉璋投降後，劉備因許靖背主之事而看不起許靖，對他不加任用。法正勸劉備說：「天下有的是博得虛名而無真正德才之人，像許靖即是如此。但是主公大業方興，許靖的名聲是四海之內皆知，如果對他不能待之以禮，天下之人則會因此說主公在輕賢慢士。所以對許靖應該敬重以待，以此昭示遠近，您是在追效戰國燕昭王厚待郭隗的作法。」於是劉備起用許靖，派任許靖官位高但無實權的職務。
攻下成都後，劉備佔據益州後便領益州牧，从此奠定了三国鼎立的基础。眼下當務之急是需與蜀中豪強結納關係，因此群臣勸劉備迎娶劉璋舊將吳懿之妹穆皇后吳氏，但吳氏是劉璋已故兄長劉瑁之妻，劉備認為自己與劉瑁同族，這麼做有違禮法。法正進諫道：「論其親疏，何與晉文之於子圉乎？」晉文公逃難到秦國時曾娶了親侄晉懷公子圉的妻子懷嬴。法正認為晉文公尚且可以娶親侄之妻而未遭到禮法的抨擊，何況於劉備與劉瑁之間還不是親戚關係。劉備遂納吳氏為夫人。其後，劉備賜予諸葛亮、法正、張飛及關羽四人黃金各五百斤，白銀千斤，錢五千萬，錦千匹，作為諸將中最高賞賜。法正被任命為蜀郡太守、揚武將軍。

### 睚眥必報
建安十九年（214年），劉備命揚武將軍法正與軍師將軍諸葛亮、昭文將軍伊籍、左將軍西曹掾劉巴、興業將軍李嚴五人一起制定「以法治蜀」之律法《蜀科》。改變劉璋治下益州法紀鬆弛，德政不舉，威刑不肅的局面。然而法正雖然擅長軍事謀略，但在政治政見上稍差，但知因循守舊卻不會變通。《蜀科》制定後，由於嚴法治蜀，打擊了地方豪強勢力，豪強十分不滿，以消極態度牴觸蜀漢政權，為此，法正提出用當年漢高祖入關與民約法三章之事向諸葛亮進言，認為成都初定，宜緩刑弛禁，放寬約束。但諸葛亮認為不能盲目沿用漢初的法度，應當因時制宜，懂得變通，於是寫了封信《答法正書》給法正，曉以大義，告訴其更深一層的意思。
當時法正得勢，在外掌握著益州首府蜀郡的行政大權（蜀郡下轄成都縣），同時兼任地方官和首都的行政首長；在內為劉備出謀劃策，係劉備身邊的主要謀士。
然法正性格恩怨分明、睚眥必報。尤其在掌握大權後，曾給與滴水恩情的人均給予回報；反之，即便與其僅是有過小小矛盾，亦加以報復，擅殺毀傷己者數人。於是有人向諸葛亮告發，望他能稟報劉備，勿讓法正作威作福。然而諸葛亮深知法正乃深得寵信的肱股之臣，且勞苦功高，遂不上報。
建安二十年（215年），孫權知道劉備已奪得益州，希望取回荊州。劉備卻推託說：「當得到涼州時，便會把荊州給予。」孫權對此十分怨恨，便派呂蒙奪取長沙、零陵、桂陽三郡。鲁肃将万余人马于益阳牵制关羽，刘备从益州带兵回援。当时随从的军师为法正，后曹操南攻汉中，威慑蜀中，刘备便迅速和孙权修和，协议平分荆州，湘江以西的三郡南郡、零陵、武陵歸劉備，湘江以東的三郡江夏、桂陽、長沙則歸孫權，但双方关系已趋恶化。

### 奇畫策算
建安二十二年（217年），法正認為曹操降伏張魯後卻未繼續進攻益州，反而留下夏侯淵、張郃駐守漢中，一定是內部動亂，眼下正是奪取漢中的最佳時機。
且告訴劉備奪取漢中的意義：
- 「上，可以討伐曹賊，尊崇興復漢室。」
- 「中，可以虎視奪取雍、涼二州，開拓領土。」
- 「下，可以穩固益州巴蜀川中的安定，是持久的戰略。」劉備接納此計。

與曹軍在漢中作戰時形勢不利，本應馬上撤退，而劉備不肯，無人敢進諫。當時箭如雨下，法正見狀便站到劉備前面當肉盾擋箭，劉備急忙說：「法正快去避箭！」法正回：「連主公也甘冒箭雨身先士卒，何況我呢。」劉備只好下令撤退。

### 睹事知機
建安二十四年（219年），正月，劉備南渡沔水，於定軍山、興勢山山麓紮營，與率軍前來的夏侯渊部對峙。當時夏侯渊駐守南線據點走馬谷，張郃駐守東線據點廣石。法正採取聲東擊西之計，讓劉備將萬餘精兵分作十隊，趁夜輪番進攻廣石。張郃率親兵搏戰，雖然沒有丟失據點，但也抵擋不住劉備軍的輪番攻擊，於是向夏侯淵要求增援。夏侯淵將精兵分撥一半去支援張郃，自己繼續固守南線。隨後劉備派兵偷襲走馬谷，放火燒毀了曹軍陣地前的防衛工事鹿角，夏侯淵親自率四百軍士出營救火、修補鹿角。此時，法正看準時機，見夏侯淵正處於劣勢，提議全力進攻夏侯淵，劉備於是命黃忠居高山上奇襲臨下從後方擂鼓突襲，夏侯淵措手不及被黃忠斬殺，趙雲接應黃忠，將黃忠救出，曹軍潰敗。劉備從此奠定了漢中之戰的主動權。不久，曹操親臨戰綫，聽聞是法正獻計取漢中，因而感慨不已歎道：“吾故知玄德不辩有此，必為人所教也”，而後又說“天下賢士都被我所用，為何獨缺法正？”。接下來的漢中爭奪戰中，曹操雖然兵力佔有絕對優勢，但是劉備斂眾拒險，終不與曹操交鋒，曹操積月不拔，亡者日多。夏，曹操不得已而引軍北還，劉備遂領有漢中，效仿高祖漢王劉邦，劉備佔有漢中進位為漢中王，以法正為尚書令、護軍將軍。

### 輔翼墜逝
在法正等人的輔佐下，劉備集團西取巴蜀、北收漢中，劉備進位漢中王，達到了勢力的頂峰。諸葛亮對此評價：“主公之在公安也，北畏曹公之強，東憚孫權之逼，近則懼孫夫人生變於肘腋之下；當斯之時，進退狼跋，法孝直為之輔翼，令翻然翱翔，不可復制。”翌年，即漢獻帝建安二十五年，建安二十四年十二月（已是公曆220年）關羽敗走麥城後，法正去世，享年45歲。劉備為他連日哭泣，諡號翼侯，讚譽法正生前深謀遠慮。賜關內侯給其子法邈，法邈的最高職位為至奉車都尉、漢陽太守。
劉備一稱帝便東征孫權欲奪回荊州、為關羽報仇，群臣大多進諫，皆不聽從。章武二年，大軍戰敗，退回白帝城。諸葛亮感歎：「倘若法孝直還活著，便能夠制止主上，使之不行東征；就算無法阻止主上，也不致於大敗而歸呀。」

## 人物
法正深信「士為知己者死」，對於欣賞自己才華的主君劉備極為忠心，甚至不惜以身體為劉備阻擋箭雨，使劉備安然撤退。法正病逝後，劉備為他連日哭泣，數日間食不下嚥。
法正個性恩怨分明，得勢之後就算是請吃一餐的小恩也必報答，但對小小得罪或輕視自己的人也必施罪。

## 家庭

### 祖輩
- 曾祖父法雄[10]
- 祖父法真[11]
- 父法衍[12]

### 子嗣
- 法邈

## 評價
- 陳壽：「諸葛亮與正，雖好尚不同，以公義相取。亮每奇正智術。……法正著見成敗，有奇畫策算，然不以德素稱也。儗之魏臣，统其荀彧之仲叔，正其程（程昱）、郭（郭嘉）之儔儷邪？」[13]:961-962「（法正）外統都畿，內為謀主。一湌之德，睚眥之怨，無不報復，擅殺毀傷己者數人。」[13]:960
- 諸葛亮：「主公之在公安也，北畏曹公之彊，東憚孫權之逼，近則懼孫夫人生變於肘腋之下；當斯之時，進退狼跋，法孝直為之輔翼，令翻然翱翔，不可復制，如何禁止法正使不得行其意邪！」「法孝直若在，則能制主上，令不東行；就復東行，必不傾危矣。」[13]:960
- 曹操：「吾收奸雄略盡，獨不得正邪？」 （《華陽國志·劉先主志》）
- 孫盛：「正務眩惑之術，違貴尚之風，譬之郭隗，非其倫矣。」（裴松之注引孫盛評）[13]:960
- 楊戲：「翼侯良謀，料世興衰，委質於主，是訓是諮，暫思經算，覩事知機。」－－贊法孝直（《季漢輔臣贊》）[14]:1081
- 萧常：“统、正见理之明，料事之审，一时谋臣，无出其右。昭烈肇基王业，讫承大统，实二人之力。使天假之年，与诸葛亮同心辅政，混一之功，日月可冀。不幸蚤世，惜哉！”（《萧氏续后汉书》）
- 郝经：“初，孔明语昭烈以恢复大计，……乃抱膝长吟之日，素定之论，讨操复汉之防模也。统发其几，而法正、张松成其谋尔。……呜呼！统、正虽道义不足，而智谋亚于亮。统卒于围雒之际，正没于取汉中之明年。使二子不死，与亮左右，功烈岂止于是？天不祚汉，惜哉！”（《郝氏续后汉书》）
- 陈普：“崎岖放虎事方新，喜怒平生便见真。谁是孔明西道主，敢将东客罪西人。”（《陈普诗集》）
- 蔡东藩：“张松、法正并为璋臣，璋可辅则辅之，不可辅则去之；必卖主而求荣，殊非人臣之道，松之受诛宜也！法正特幸而脱祸耳，是可为后世之不忠者戒焉。”

## 艺术形象

### 三國演義
生平事迹与正史大体相当，是贤士法真孙子，张松之友。原为刘璋部属，与张松、孟达合谋献益州给刘备。在涪城大会上，与庞统一起策划刺杀刘璋的计划。伐蜀成功后，曾与诸葛亮讨论治法之事。后来任蜀郡太守时公报私仇，听闻诸葛亮向他人的解释后有所收敛。曹刘争汉中时，说服刘备亲征，又受诸葛亮之命助黄忠斩杀夏侯渊。刘备进位汉中王後，法正獲任命为尚书令。

### 動漫遊戲
- 真·三國無雙系列/無雙OROCHI系列(7代猛將傳/無雙OROCHI 蛇魔3開始)（光榮公司開發，橋詰知久配音）
- 《蒼天航路》（王欣太）
- 《火鳳燎原》（陳某）:

### 影視形象
- 中國大陸中央電視台電視劇《三國演義》（1994年）：分別由时莱群、张民甫飾演法正。
- 中國大陸電視劇《三国》（2010年）：由张新华飾演法正。

## 延伸阅读
[在维基数据编辑]
 《三國志/卷37》，出自陳壽《三國志》
 在维基共享资源阅览影像